# جولی چیپچیز
جولی چیپچیز (انگلیسی: Julie Chipchase; ۱۳ ژانویهٔ ۱۹۶۱ – ۴ مهٔ ۲۰۲۱) بازیکن فوتبال اهل انگلستان بود. او که معمولاً با نام چیپی شناخته می‌شود، به عنوان یک مربی زن پیشگام فوتبال شناخته می‌شود که نقش مهمی در توسعه فوتبال زنان در انگلیس ایفا کرد.